# La librería (película)
La librería —título original en inglés: The Bookshop— es una película dramática escrita y dirigida por la cineasta española Isabel Coixet. El guion es una adaptación de la novela La librería de la novelista inglesa Penelope Fitzgerald. 
La película, rodada en inglés, está protagonizada en sus principales papeles por los actores británicos Emily Mortimer y Bill Nighy, y la estadounidense Patricia Clarkson. Es una coproducción internacional entre España, Reino Unido y Alemania.

## Sinopsis
Florence Green ha llegado a Hardborough, una tranquila ciudad de la costa inglesa de los años 50, decidida a cumplir el sueño que ella y su marido concibieron cuando se conocieron: abrir una librería en un lugar alejado de las revoluciones sociales que tenían lugar en los lejanos grandes centros urbanos. Sus ilusiones tropezarán con las resistencias de Violet Gamart, una gran dama que domina la vida de sus conciudadanos desde su pedestal.

## Producción
La librería fue rodada en agosto y septiembre de 2016 contando con un presupuesto de producción de 3,4 millones de euros. El rodaje de exteriores se concentró en la localidad de Portaferry, Condado de Down, Irlanda del Norte y sus alrededores, además de Belfast. Los interiores se rodaron en su mayoría en Barcelona, Badalona y Argentona.

## Reparto principal
- Emily Mortimer como Florence Green.
- Patricia Clarkson como Mrs. Violet Gamart
- Bill Nighy como Mr. Edmund Brundish.
- James Lance como Milo North.
- Charlotte Vega como Kattie.

## Recibimiento
La librería inauguró la SEMINCI de 2017, como estreno mundial, cosechando buenas críticas.
El estreno comercial en España fue el 10 de noviembre de 2017 con recepción crítica muy positiva,
 y notable éxito de público, superando los 200 000 espectadores en solo dos semanas,
 300 000 espectadores ya una semana antes del anuncio de las nominaciones para los Premios Goya, y totalizando cerca de 500 000 espectadores y más de tres millones de euros de taquilla al final de su exhibición cinematográfica comercial en España.

## Recorrido internacional
El 18 de diciembre se anunció que The Bookshop sería presentada internacionalmente en el marco de una Berlinale Special Gala de la 68.ª edición del Festival Internacional de Cine de Berlín, que tuvo lugar el 16 de febrero de 2018 en la gran sala del Friedrichstadt-Palast.
 La película estuvo en cartel en Alemania desde su estreno comercial el 17 de mayo de 2018, acumulando una taquilla de casi 400 000 dólares. Se estrenó en Holanda el 7 de junio.
El Festival Internacional de Cine en Guadalajara, Méjico, seleccionó La librería para la competición oficial en la sección de Largometraje Iberoamericano de Ficción.
La librería se estrenó en Latinoamérica por primera vez en Brasil el 22 de marzo de 2018, recaudando unos 165 000 dólares Siguieron los estrenos en Argentina y Uruguay.
La presentación del largometraje en Estados Unidos tuvo lugar el 17 de mayo de 2018 en el marco del Festival Internacional de Cine de Seattle, en el que fue la película de inauguración.
El estreno en Australia y Nueva Zelanda el 24 de mayo de 2018 fue el más exitoso fuera de España hasta la fecha, recaudando la película casi dos millones de dólares en Australia y más de medio millón en Nueva Zelanda.
El largometraje fue sorprendentemente titulado De libros, amores y otros males por el distribuidor mexicano, siendo el único país en el que no se ha respetado el título de la novela en el que se basa la película y a pesar de haberse presentado la película por vez primera en el país con el título en español La librería en el Festival de Guadalajara.
En el estreno estadounidense, con su título original, The Bookshop logró el segundo mejor promedio por copia en su primer fin de semana, y cosechó excelentes críticas tanto del New York Times como de The Washington Post, cuyo prestigioso comentarista de cultura Michael O'Sullivan la puntuó con cuatro de cinco estrellas. La taquilla en Estados Unidos terminó superando 1,6 millones de dólares.

## Reconocimientos
El guion de Isabel Coixet, recibió el premio a la mejor adaptación literaria de 2017 de la Feria del Libro de Fráncfort.

El 4 de diciembre se anunció la nominación de La librería como mejor película de ficción o animación para los Premios Forqué y el 5 de diciembre, la película recibió tres nominaciones para los Premios Feroz: mejor dirección, música original para Alfonso Vilallonga y mejor actor de reparto, para Bill Nighy.

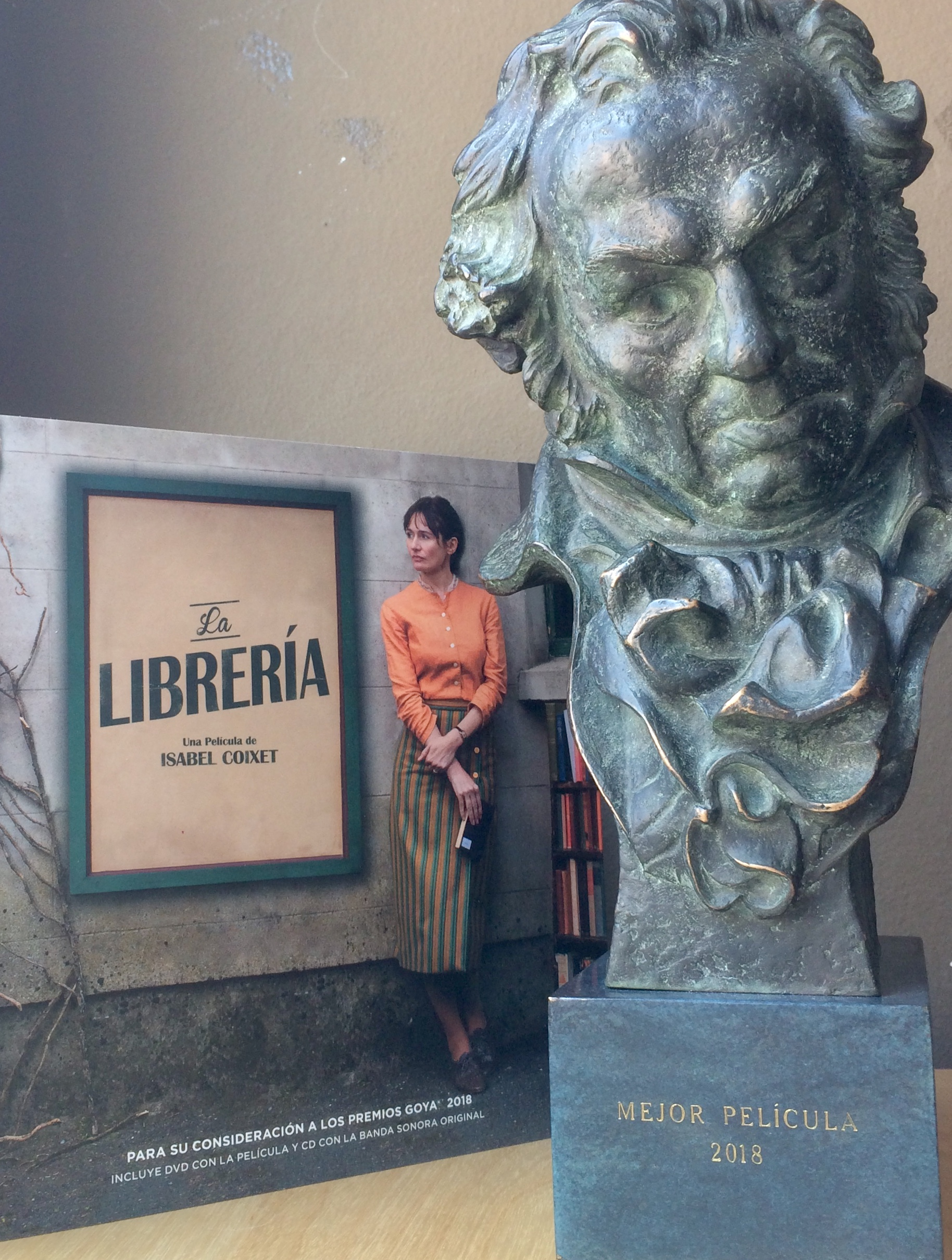
Goya a la Mejor Película 2018.

El 12 de diciembre de 2017 se anunció que La librería recibía 12 nominaciones a los Premios Goya de 2018, que concede la Academia de cine española, incluyendo las nominaciones a mejor película, mejor dirección y mejor guion adaptado, entre otras.
El 28 de diciembre del mismo año, se anunció que La librería había recibido 12 nominaciones a los Premios Gaudí de 2018, que concede la Academia del Cine Catalán, incluyendo las nominaciones a mejor película de habla no catalana, mejor dirección y mejor guion, entre otras. En la gala del 28 de enero de 2018, la película recibió los premios Gaudí a la mejor dirección artística y mejor música original.
El 10 de enero de 2018, el Círculo de Escritores Cinematográficos publicó que sus miembros habían nominado a la película en ocho categorías.
La librería y El autor de Manuel Martín Cuenca recibieron ex aequo el Premio Forqué al mejor largometraje de ficción o animación el 13 de febrero de 2018, en Zaragoza.
El 28 de enero de 2018 la música original de Alfonso Vilallonga y la dirección artística de Llorenç Miquel fueron premiadas con sendos premios Gaudí y el 29 de enero la película recibió cinco medallas del Círculo de Escritores Cinematográficos: mejor película, mejor dirección y mejor guion adaptado —ambos de Isabel Coixet—, mejor actor secundario —Bill Nighy— y mejor fotografía —Jean-Claude Larrieu.
En la gala de la 32.ª edición de los Premios Goya, celebrada en Madrid la noche del 3 de febrero de 2018, La librería recibió el premio a la mejor película e Isabel Coixet recibió dos premios Goya a la mejor dirección y al mejor guion adaptado, convirtiéndose en la primera directora en recibir dos veces el Goya a la mejor dirección.
El 13 de marzo de 2018 se anunciaron las nominaciones a la V Edición de los Premios Platino, resultando La librería la película española más nominada con un total de cuatro nominaciones: mejor película, mejor dirección, mejor guion y mejor música original. La gala de entrega de los premios se celebrará en Xcaret, en la Riviera Maya mexicana el 29 de abril de 2018.

## Premios y nominaciones
Por orden de anuncio de las nominaciones.
| Premio                                     | Categoría                                       | Nominado                                        | Resultado |
| ------------------------------------------ | ----------------------------------------------- | ----------------------------------------------- | --------- |
| Premios Forqué (13 de enero de 2018)       | Mejor largometraje                              | Mejor largometraje                              | Ganadora  |
| Premios Feroz (22 de enero de 2018)        |                                                 |                                                 |           |
| Mejor director                             | Isabel Coixet                                   | Nominada                                        |           |
| Mejor actor de reparto                     | Bill Nighy                                      | Nominado                                        |           |
| Mejor música original                      | Alfonso Vilallonga                              | Nominado                                        |           |
| Premios Gaudí (28 de enero de 2018)        |                                                 |                                                 |           |
| Mejor película en lengua no catalana       | Mejor película en lengua no catalana            | Nominada                                        |           |
| Mejor dirección                            | Isabel Coixet                                   | Nominada                                        |           |
| Mejor guion                                | Isabel Coixet                                   | Nominada                                        |           |
| Mejor actor secundario                     | Bill Nighy                                      | Nominado                                        |           |
| Mejor fotografía                           | Jean Claude Larrieu                             | Nominado                                        |           |
| Mejor música                               | Alfonso Vilallonga                              | Ganador                                         |           |
| Mejor montaje                              | Bernat Aragonés                                 | Nominado                                        |           |
| Mejor dirección de producción              | Jordi Berenguer y Alex Boyd                     | Nominados                                       |           |
| Mejor dirección artística                  | Llorenç Miquel                                  | Ganador                                         |           |
| Mejor vestuario                            | Mercè Paloma                                    | Nominada                                        |           |
| Mejor sonido                               | Albert Gay, Enrique G. Bermejo y Carlos Jiménez | Nominados                                       |           |
| Mejor maquillaje y peluquería              | Montse Santfeliu y Laura Vacas                  | Nominadas                                       |           |
| Medallas del CEC (29 de enero de 2018)     |                                                 |                                                 |           |
| Mejor película                             | Mejor película                                  | Ganadora                                        |           |
| Mejor directora                            | Isabel Coixet                                   | Ganadora                                        |           |
| Mejor actriz                               | Emily Mortimer                                  | Nominada                                        |           |
| Mejor actor secundario                     | Bill Nighy                                      | Ganador                                         |           |
| Mejor guion adaptado                       | Isabel Coixet                                   | Ganadora                                        |           |
| Mejor fotografía                           | Jean Claude Larrieu                             | Ganador                                         |           |
| Mejor montaje                              | Bernat Aragonés                                 | Nominado                                        |           |
| Mejor música                               | Alfonso Vilallonga                              | Nominado                                        |           |
| Premios Goya (3 de febrero de 2018)        |                                                 |                                                 |           |
| Mejor película                             | Mejor película                                  | Ganadora                                        |           |
| Mejor dirección                            | Isabel Coixet                                   | Ganadora                                        |           |
| Mejor actriz protagonista                  | Emily Mortimer                                  | Nominada                                        |           |
| Mejor actor de reparto                     | Bill Nighy                                      | Nominado                                        |           |
| Mejor guion adaptado                       | Isabel Coixet                                   | Ganadora                                        |           |
| Mejor dirección de fotografía              | Jean Claude Larrieu                             | Nominado                                        |           |
| Mejor dirección de producción              | Jordi Berenguer y Alex Boyd                     | Nominados                                       |           |
| Mejor música original                      | Alfonso Vilallonga                              | Nominado                                        |           |
| Mejor canción original                     | Feeling Lonely on a Sunday Afternoon            | Nominada                                        |           |
| Mejor montaje                              | Bernat Aragonés                                 | Nominado                                        |           |
| Mejor dirección artística                  | Llorenç Miquel                                  | Nominado                                        |           |
| Mejor diseño de vestuario                  | Mercè Paloma                                    | Nominada                                        |           |
| Premios Sant Jordi (26 de febrero de 2018) | Rosa de Sant Jordi a la mejor película española | Rosa de Sant Jordi a la mejor película española | Ganadora  |
| Premios Platino (29 de abril de 2018)      |                                                 |                                                 |           |
| Mejor película                             | Mejor película                                  | Nominada                                        |           |
| Mejor dirección                            | Isabel Coixet                                   | Nominada                                        |           |
| Mejor guion                                | Isabel Coixet                                   | Nominada                                        |           |
| Mejor música original                      | Alfonso Vilallonga                              | Nominado                                        |           |